# 伪满洲国国务院旧址
伪满洲国国务院旧址，位于中国吉林省长春市新民大街2号（吉林大学基础医学院），为一个省级文物保护单位，类型为近现代史迹及代表性建筑，公布时间为1983年11月24日。该文物保护单位由使用单位管理。
伪满洲国国务院旧址的历史年代为1934年。

## 历史沿革
滿洲國國務院最初与参议府、外交部一同在原吉长道尹公署办公，满洲国国务院于1933年3月成立“官衙建筑委员会”，以审查其政府各机构新建办公楼的设计方案。1934年，满洲国国务院将新办公楼选址定为甫一开辟的顺天大街（即今新民大街）最北端，毗邻当时计划为溥仪修建的新帝宫。
选址确定后，官衙建筑委员会开始遴选国务院办公楼的设计方案。曾设计第一廳舍和第二廳舍、当时任满洲国国都建设局技术处建筑课课长的相贺兼介最先拿出方案，但该方案被国务院营缮需品局营缮处设计课属官石井達郎设计之方案击败。石井达郎为国都建设局顾问佐野利器的学生，1929年毕业于东京帝国大学建筑科，其方案一定程度上模仿了日本国会议事堂，但也融入了中国传统建筑元素和欧美建筑构件，符合日本关东军对“满洲特色”的建筑样式要求。相贺兼介的设计方案则被用于满洲国司法部的办公楼。
1934年7月，滿洲國時任國務總理大臣鄭孝胥主持了國務院辦公樓動工儀式，但不滿一年即因得罪關東軍而被免職，未能在新廳舍辦公。1936年11月20日，造价高达250万满洲国圆（当时相当于59775千克銀）的满洲国国务院办公楼竣工，该建筑主体4层，局部6层，地下室1层半，总建筑面积19115平方米，高度更达到48.8米，成为当时新京特别市最高的建筑物，因此安装了三部由美国奧的斯電梯公司生产的電梯。满洲国国务院办公楼在建筑面积和工程造价上创造的纪录1938年被满洲中央银行总行办公楼打破。
1938年发行的满洲国圆乙号券五元纸币和1944年发行的满洲国圆丙号券五元纸币均印有此建筑的图案。
1945年满洲国灭亡后，原国务院大楼一度空置。1946年被占领长春的國民革命軍接管，修缮后先后为励志社、长春国民党第一兵团政工和东北剿匪总司令部第一兵团团部所用。
1948年长春围困战后成为长春解放大路小学的临时办学场所，后又成为中国人民解放军第一军医大学基础医学部所在地（第一军医大学又先后更名为长春医学院、吉林医科大学、白求恩医科大学、吉林大学白求恩医学部）。
2017年12月，该建筑作为“伪满皇宫及日伪军政机构旧址”的一部分，入选由中国文物学会、中国建筑学会联合发布的第二批中国20世纪建筑遗产名录。